# Santa Sylvina
Santa Sylvina är en kommunhuvudort i Argentina.   Den ligger i provinsen Chaco, i den norra delen av landet, 800 km norr om huvudstaden Buenos Aires. Santa Sylvina ligger 77 meter över havet och antalet invånare är 9 040.
Terrängen runt Santa Sylvina är mycket platt. Runt Santa Sylvina är det mycket glesbefolkat, med 6 invånare per kvadratkilometer..
Trakten runt Santa Sylvina består i huvudsak av gräsmarker.